# 蒂娜·卢茨
蒂娜·卢茨（德語：Tina Lutz，1990年10月25日—），德国女子帆船运动员。她曾代表德国参加2020年夏季奥林匹克运动会帆船比赛，搭档苏珊·博伊克获得女子49人FX型银牌。